# EV (zespół muzyczny)
EV – zespół muzyczny pochodzący z Nantes, złożony z 4 artystów. Śpiewają po bretońsku, francusku i fińsku. Ich styl to rock z wpływami bretońskimi i celtyckimi. Określają się jako celtycko-fińska grupa rockowa.

## Członkowie
Grupa jest obecnie złożona z 4 muzyków:
- Gweltaz: śpiew, chórek, bombarde
- Jari: gitara basowa
- Fakir: pianino elektryczne, akordeon
- Christophe Rossini ps. Tof: perkusja

## Byli członkowie
- Harri (brat Jari'ego): perkusja; zmarł 24 kwietnia 1997 na białaczkę
- Sylvain Chevalier: pianino elektryczne
- Mr Burzo: pianino elektryczne
- Pépère: perkusja

## Dyskografia
- (1992) Distruj
  - Mab al loar
  - Marins perdus
  - Yksinäinen
  - Ar falc'hon
  - Elle pleure
  - Hakaniemi
  - Kan bale an A.R.B.
  - Joku muu
  - Cymru
  - Lavardin
  - Ar gwener (E gwer)
  - Bet on bet
  - Eternellement
  - Keltia

- (1994) Reuz
  - Evel an tulipez
  - Golgotha
  - Aon !
  - Anne & Jukka
  - Jos kuolet
  - Kuuma
  - Fille de Sarre
  - Redadeg
  - War saw !
  - Guerriers
  - 1000 batailles
  - Talven lapsi
  - Anna mulle

- (1996) Huchal
  - Mil nozvezh karantez
  - Amañ
  - Ni a sell ouzh an heol
  - Lähtö
  - Deus davedon !
  - Ihala
  - Levenez
  - Mundatur culpa labore
  - An alarc'h
  - Kyyneleet
  - Kullervo
  - Bev, bev

- (1998) Mar Plij (live)
  - Keltia
  - Redadeg
  - An alarc'h
  - Ihala
  - Mab al loar
  - Ni a sell ouzh an heol
  - Kan bale an A.R.B.
  - Lähtö
  - Aon !
  - Anne & Jukka
  - Oltiin nuoria
  - Lavardin
  - Cymru

- (2001) Pemp
  - Ha padal
  - Immortelle
  - Les mois noirs
  - Dorn ha dorn
  - Le lac
  - Aïti
  - Sko !
  - Décembre
  - Strink ar goulou !
  - Au bout du monde
  - Al leti
  - Taivas

- (2002) Epoque Vinyl (kompilacja pierwszych utworów)
  - Panoplie X
  - Nouveaux décors
  - Banquise noire
  - Par le feu
  - Camouflage
  - Dublin
  - Yksinäinen
  - Tombe la pluie !
  - Main derrière le dos
  - Ar Gwener (e Gwer)
  - Marins perdus
  - Bemdez
  - Anna mulle
  - Salainen saari
  - Lavardin
  - Le rouge (bonus)

- (2002) L'Essentiel (best of)
  - Ni a sell ouzh an heol
  - Ihala
  - Marins perdus
  - Aon
  - Mab al loar
  - Oltiin nuoria
  - Les mois noirs
  - Dublin
  - Mil nozvezh karantez
  - Aïti
  - Jos kuolet
  - Redadeg
  - Sko !
  - Le rouge
  - Kan bale an A.R.B.
  - Immortelle
  - Keltia
  - Kuuletko ? (figurujący w kompilacji "Les rockeurs ont du coeur" – 1996)

- (2004) Dizehan
  - Klaukkala
  - Tahtoisin
  - Dilun abred
  - Skoaz ouzh skoaz
  - La route des reines
  - T'oublier
  - War red !
  - Troit !
  - Mummon talo
  - Victime
  - 1, 2, 3

## Pochodzenie nazwy
Jari, spytany o pochodzenie nazwy zespołu, odpowiedział:
To wielka tajemnica, której nie zdradzimy nawet na torturach. Powiedzmy, że [nazwa] nie jest ani bretońska, ani fińska, ani francuska, ale jest “międzynarodowa” w wymowie.